# 24641 Enver
A 24641 Enver (ideiglenes jelöléssel 1983 RS4) a Naprendszer kisbolygóövében található aszteroida. Ljudmila Georgijevna Karacskina fedezte fel 1983. szeptember 1-jén.